# Nansenpriset
Nansenpriset (tidigare kallat Nansenmedaljen) är ett pris som instiftades av FN 1954 till minne av Fridtjof Nansen, som 1921 av Nationernas Förbund utsågs till den första Högkommissiarien för flyktingar.
Nansenpriset, som består av en medalj samt 100 000 dollar, delas ut i oktober varje år, till en person eller grupp som gjort någonting enastående viktigt till förmån för flyktingar.
I Afrika, Asien, Europa och Mellanöstern har ett regionalt pris delats ut sedan 2017.

## Pristagare
- 1954 - Eleanor Roosevelt
- 1955 - Drottning Juliana av Nederländerna
- 1956 - Dorothy D. Houghton och Dr Gerrit J van Heuven Goedhart
- 1957 - Internationella Rödakorsfederationen
- 1958 - David Hoggett och Pierre Jacobsen
- 1959 - Oskar Helmer
- 1960 - Christopher Chataway, Colin Jones, Trevor Philpott och Timothy Raison
- 1961 - Kung Olav V av Norge
- 1962 - Sir Tasman Heyes
- 1963 - Internationella rådet för frivilligorganisationer (ICVA)
- 1964 - Dame May Curven, Francois Preziosi och Jean Plique
- 1965 - Lucie Chevalley, Ana Rosa Schliepper de Martinez Guerrero och Jörgen Norredam
- 1967 - Prins Bernhard av Nederländerna
- 1968 - Bernard Arcens och Charles H. Jordan
- 1969 - Prinsessan Shap av Nepal
- 1972 - Svana Fridriksdottir
- 1974 - Biskop Helmut Frenz
- 1975 - Pastor James J. Norris
- 1976 - Dr Olav Hodne och Marie-Louise Bertschinger
- 1977 - Malaysias Röda halvmånen
- 1978 - Seretse Khama, president i Botswana
- 1979 - Valéry Giscard d'Estaing
- 1980 - Maryluz Schloeter Paredes
- 1981 - Generalmajor Paul A. Cullen
- 1982 - Kronprinsessan Sonja av Norge
- 1983 - President Julius Nyerere
- 1984 - Kapten Lewis M. Hiller, Jeff Kass och Gregg Turay
- 1985 - Kardinal Paulo Evaristo Arns
- 1986 - Kanadas befolkning
- 1987 - Kung Juan Carlos I av Spanien
- 1988 - Syed Munir Husain
- 1991 - Dr Paul Weis och Dr Libertina Appolus Amathila
- 1992 - Dr Richard von Weizsäcker
- 1993 - Läkare utan gränser
- 1995 - Graca Machel
- 1996 - Handicap International
- 1997 - Syster Joannes Klas
- 1998 - Mustafa Dzjemilev
- 2000 - Jelena Silajdzic, Abune Paulos, Lao Mong Hay, Miguel Angel Estrella  och FN:s frivilligkår (UNV, United Nations Volunteers)
- 2001 - Luciano Pavarotti
- 2002 - Arne Rinnan
- 2003 - Dr. Annalena Tonneli
- 2004 - Centret för mänskliga rättigheter i Moskva
- 2005 - Marguerite Barankitse
- 2006 - Akio Kanai (Japan)
- 2007 - Katrine Camilleri (Malta)
- 2008 - Chris Clark (Storbritannien) och hans medarbetare på United Nations Mine Action Coordination Centre South Lebannon (UNMACC-SL) i Libanon
- 2009 - Edward Kennedy (USA)
- 2010 - Alixandra Fazzina (Storbritannien)
- 2011 - Nasser Salim Ali Al-Hamairy (Jemen)
- 2012 - "Mama" Hawa Aden Mohamed (Somalia)
- 2013 - Angélique Namaika (Kongo-KInshasa)
- 2014 - Kvinnonätverket Red Mariposas de Alas Nuevas Construyendo Futuro (Colombia)
- 2015 - Aqeela Asifi  (Pakistan, Afghanistan)
- 2016 - Hellenic Rescue Team och  Efi Latsoudi (Grekland)
- 2017 - Zannah Mustapha (Nigeria)
- 2018 - Evan Atar, läkare
- 2019 - Azizbek Asjurov, advokat i Kirgizistan
- 2020 - Mayerlín Vergara Pérez, människorättsaktivist från  Colombia[2]
- 2021 - Jeel Albena Association for Humanitarian Development (Jemen)[3]